# Roger Bootle
Roger Bootle (Watford, 22 giugno 1952) è un economista britannico e editorialista settimanale del Daily Telegraph.
È presidente di Capital Economics, una società di consulenza indipendente per la ricerca macroeconomica. Ha ricevuto il Wolfson Economics Prize nel 2012.

## Biografia
Roger Paul Bootle è nato a Watford. Ha studiato filosofia, politica ed economia al Merton College di Oxford prima di completare i suoi studi universitari al Nuffield College.  Bootle iniziò la sua carriera nel mondo accademico come docente di Economia al St Anne's College di Oxford.

## Carriera
Ha lavorato come economista per Capel-Cure Myers e Lloyds Merchant Bank. Dal 1989 al 1998 è stato economista presso Midland Bank/HSBC, fino a raggiungere la posizione di Group Chief Economist del gruppo HSBC. Durante il governo di John Major negli anni '90, è stato nominato membro del gruppo di esperti economici del Tesoro del Regno Unito sotto la guida di Kenneth Clarke.
Bootle ha fondato la società di consulenza Capital Economics nel 1999.  Lui e Capital Economics hanno vinto il Wolfson Economics Prize da 250.000 sterline nel 2012 "per il miglior piano per affrontare gli Stati membri che lasciano l'eurozona".
Nel 2014, Bootle ha venduto una partecipazione in Capital Economics a una parte di Lloyds Banking Group; la transazione ha valutato la sua azienda a 70 milioni di sterline. Due anni dopo, passò a essere presidente part-time. Phoenix Equity Partners ha acquistato una quota di maggioranza della società di consulenza da Bootle nel 2018, valutando valutato l'attività a 95 milioni di sterline. Bootle mantenne il suo ruolo e un ridotto interesse finanziario in Capital Economics.
Bootle è un euroscettico e membro di Economists for Free Trade, precedentemente chiamato Economists for Brexit, un gruppo di economisti indipendenti.  'The Trouble with Europe è tra i libri che ha scritto.

## Opere
- Teoria della moneta, coautore con W. T. Newlyn, 1978, ISBN 0-19-877099-5
- Gilt indicizzati - una guida pratica agli investimenti, 1985, ISBN 0-85941-289-X
- La morte dell'inflazione, 1998, ISBN 1-85788-145-1
- Money for Nothing – Ricchezza reale, fantasie finanziarie ed economia del futuro, 2003, ISBN 1-85788-282-2
- The Trouble with Markets - Salvare il capitalismo da se stesso, Seconda edizione, 2011, ISBN 978-1-85788-558-3
- I problemi con l'Europa: perché l'UE non funziona, come può essere riformata, cosa potrebbe prendere il suo posto, 2014, ISBN 978-1-85788-615-3
- L'economia dell'intelligenza artificiale: lavoro, ricchezza e benessere nell'era dei robot, 2019, ISBN 978-1-47369-615-0